# Георгије Никомидијски
Митрополит Георгије Никомидијски (грч. μητροπολιτης Γεωργιος Νικομηδειας) је био митрополит Никомидијски, при Цариградској патријаршији, писац, богослов и химнограф. Живео је у 9. веку.
Година и место његовог рођења нису познати. Био је савременик и пријатељ патријарха цариградског Фотија, са којим је имао преписку.
Био је ђакон и иконописац цркве Свете Софије у Цариграду. 860. године био је изабран за епископа. Протеран је из Цариграда током прогона патријарха Фотија.
Од многих списа Георгија Никомидијског, чији број достиже и до 170, сачувано је само неколико стотина страница грчкр Патрологије. Већина њих је написана на о светим празницима. Георгије је један од аутора литургијских текстова посвећених Ваведењу Богородице. Година и место његове смрти такође су непознати.